# Brezovo
Brezovo (en búlgaro: Брезово) es una ciudad de Bulgaria en la provincia de Plovdiv.

## Geografía
Se encuentra a una altitud de 247 m s. n. m. a 175 km de la capital nacional, Sofía.

## Demografía
Según estimación 2012 contaba con una población de 1605 habitantes.
|         | 2004  | 2005  | 2006  | 2007  | 2008  | 2009  | 2010  | 2011  |
| Mujeres | 988   | 997   | 984   | 990   | 993   | 989   | 967   | 953   |
| Varones | 909   | 915   | 915   | 908   | 919   | 897   | 891   | 929   |
| Total   | 1 897 | 1 912 | 1 899 | 1 898 | 1 912 | 1 886 | 1 858 | 1 882 |